# Pesas asirias de leones
Las pesas asirias de león son un grupo de estatuas broncíneas de figuras leoninas descubiertas en excavaciones arqueológicas de la antigua Asiria o en sus alrededores. Son en total, un grupo de dieciséis pesas de bronce mesopotámicas encontradas, concretamente, en Nimrud a finales de la década de 1840 y que en la actualidad se encuentran en el Museo Británico. Se asume que datan del siglo VIII a. C. , dotadas con inscripciones bilingües en caracteres cuneiformes y fenicios; estas últimas inscripciones se conocen como CIS II 1-14.

## Pesas de Nimrud
Las pesas de Nimrud datan del siglo VIII y tienen inscripciones bilingües en caracteres cuneiformes y fenicios. Las inscripciones fenicias son epigráficas del mismo periodo que la Estela de Mesa  y constituyen uno de los grupos más importantes de artefactos que evidencian la forma aramea de la escritura fenicia. En el momento de su descubrimiento, eran las inscripciones de estilo fenicio más antiguas que se habían descubierto.
Las pesas fueron descubiertas por Austen Henry Layard en sus primeras excavaciones en Nimrud (1845-1851). Se encontró una pareja de lamassu en una puerta, una de las cuales había caído contra la otra y se había roto en varios pedazos. Tras levantar la estatua, el equipo de Layard descubrió bajo ella dieciséis pesas de león. Los artefactos fueron descifrados por primera vez por Edwin Norris, quien confirmó que habían sido utilizados originalmente como pesas.
El conjunto forma una serie regular que va disminuyendo de 30 cm a 2 cm de longitud. Las pesas más grandes tienen asas fundidas en el cuerpo, y las más pequeñas tienen anillos unidos a ellas. El grupo de pesas también incluía pesas de piedra con forma de pato. Las pesas representan el primer ejemplo conocido e indiscutible del sistema numérico arameo. Ocho de los leones están representados con las únicas inscripciones conocidas del corto reinado de Salmanasar V. Otras pesas de bronce con forma de león similares se excavaron en Abidos en el oeste de Turquía (conservadas también en el Museo Británico) y el yacimiento iraní de Susa por el arqueólogo francés Jacques de Morgan (actualmente en el Louvre de París).
Se conocen dos sistemas de pesos y medidas del antiguo Oriente Medio. Uno de ellos se basaba en un peso llamado mina que podía dividirse en sesenta pesos más pequeños llamados siclo. Estos pesos de león, sin embargo, provienen de un sistema diferente que se basaba en la mina pesada que pesaba alrededor de un kilogramo. Este sistema se seguía utilizando en el período persa y se cree que se utilizaba para pesar metales.
Las pesas de leones fueron catalogadas como CIS II 1-14, lo que las convierte en la primera inscripción aramea del monumental Corpus Inscriptionum Semiticarum.

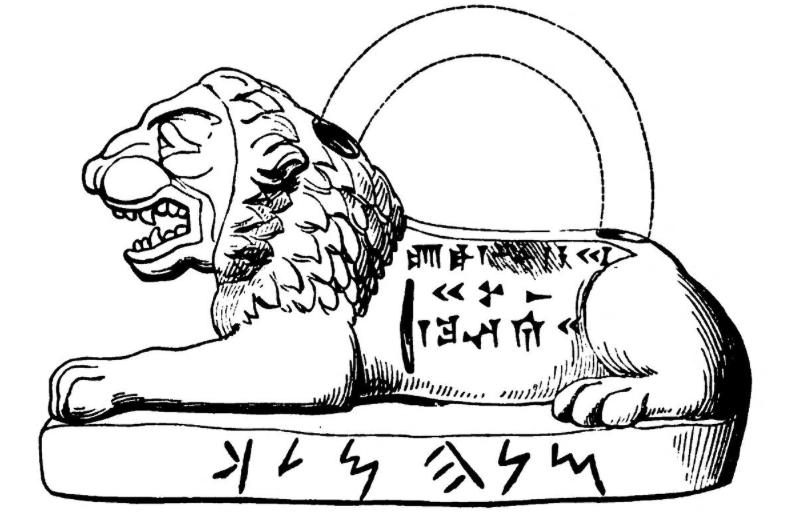
Boceto de una pesa de León (1864)
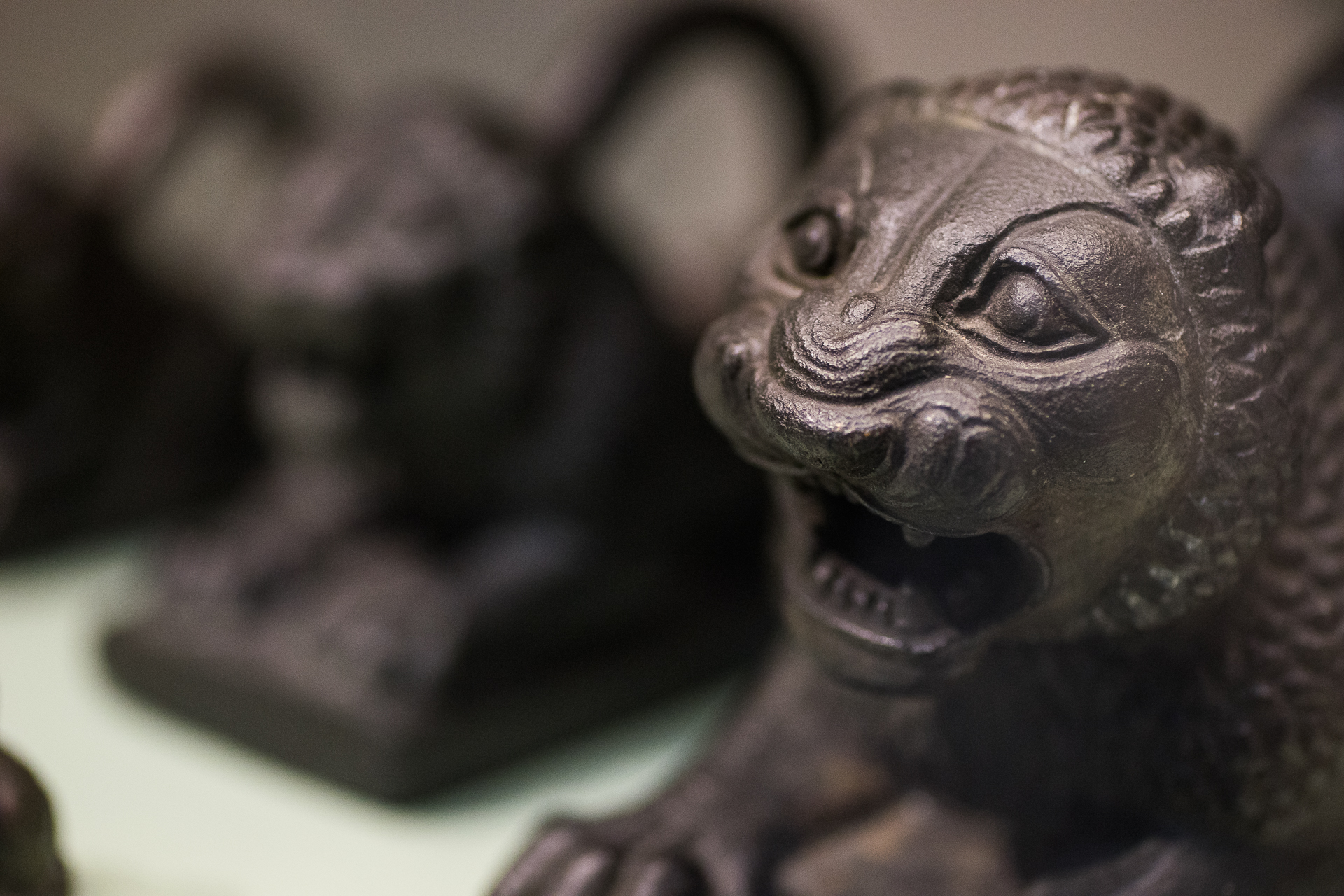
Primer plano
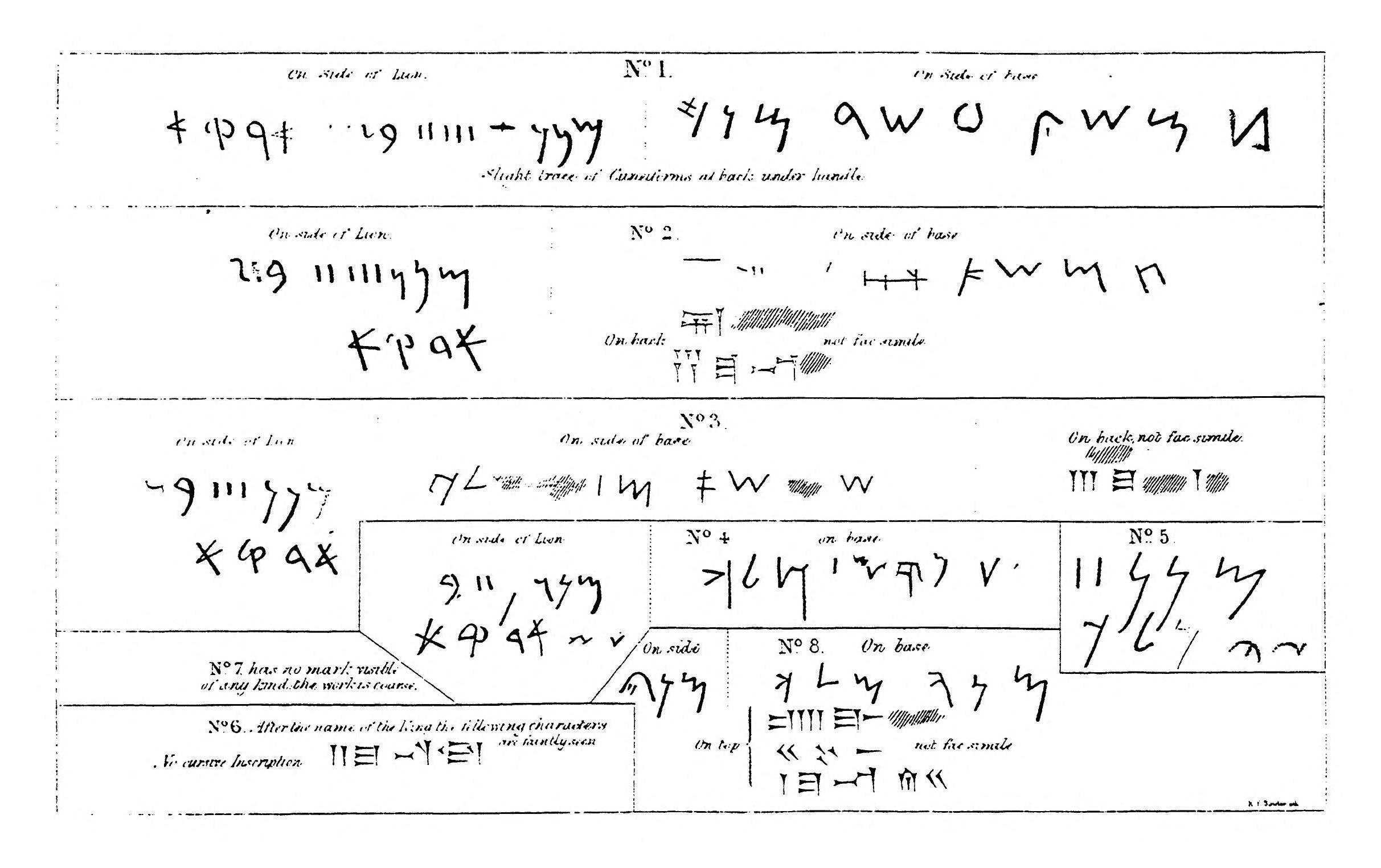
Esbozo de 1856 de las inscripciones de los leones 1-8
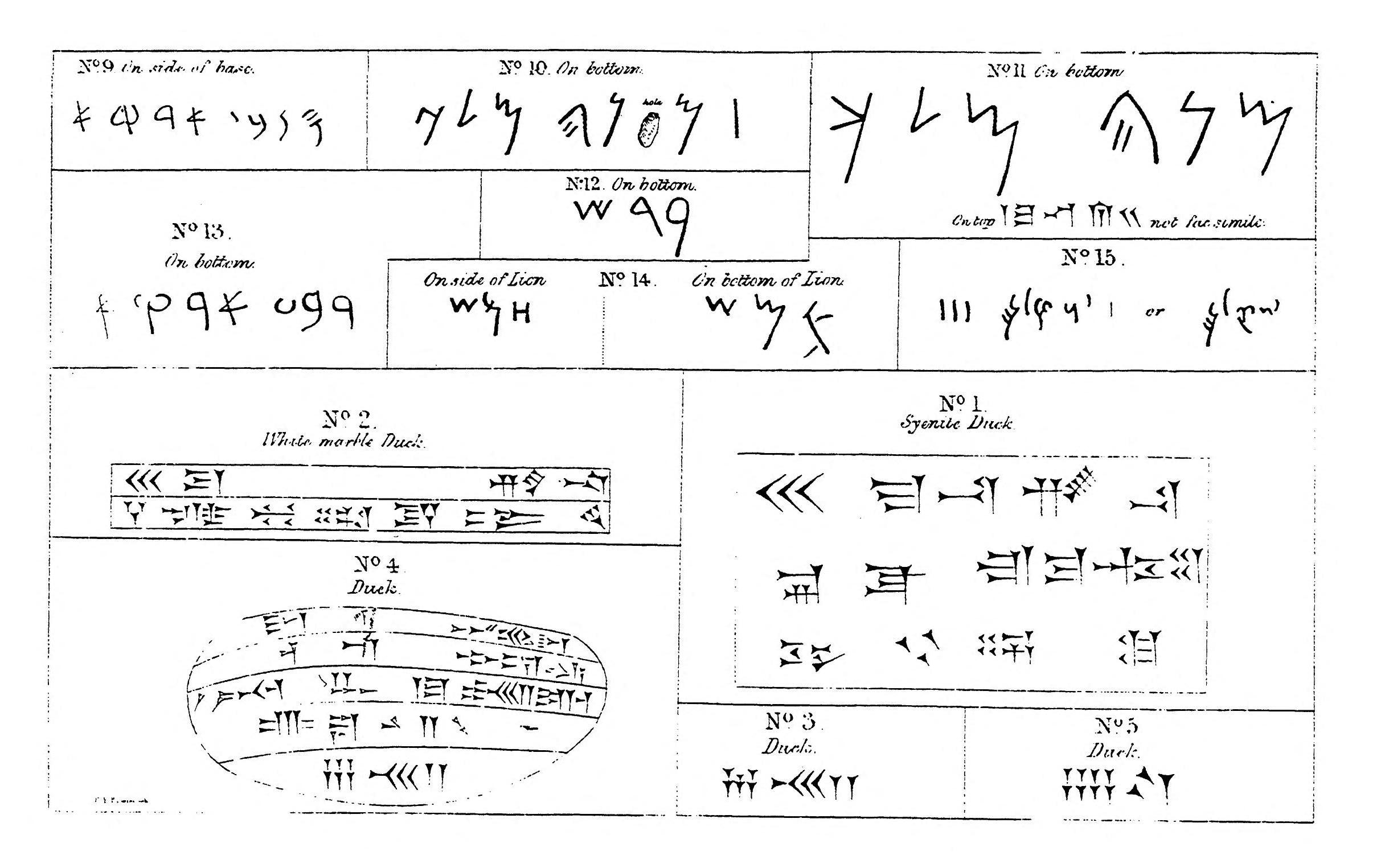
Boceto de 1856 de las inscripciones de los leones 9-15 y de los patos 1-5
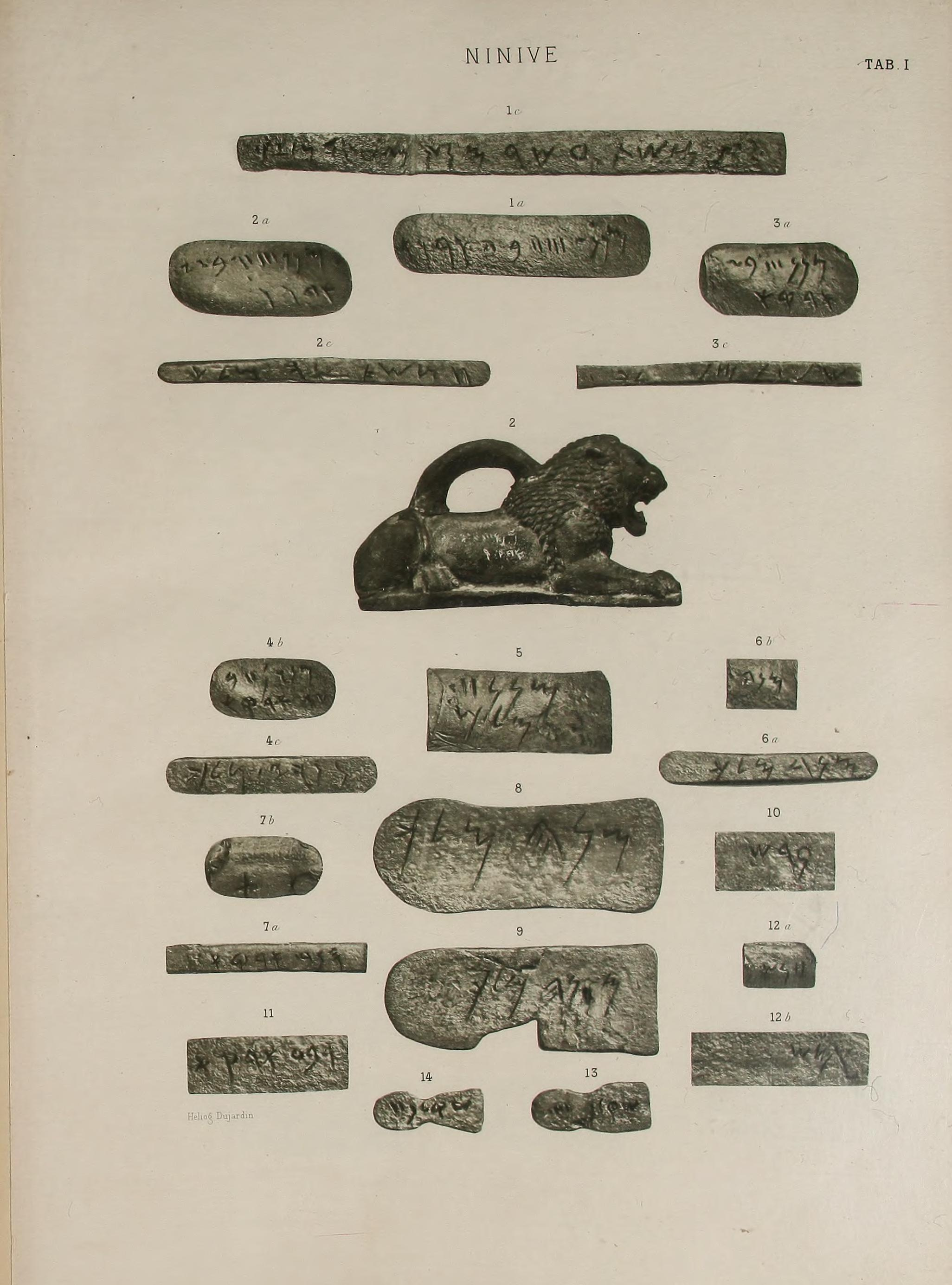
Las pesas de leones en el CIS

## Pesa de Abidos
El segundo descubrimiento de una pesa de león fue en Abidos (actual Turquía), datada en el siglo V a. C. Actualmente se encuentra en el Museo Británico, con el número de identificación E32625. Contiene una inscripción aramea conocida como KAI 263 o CIS II 108.

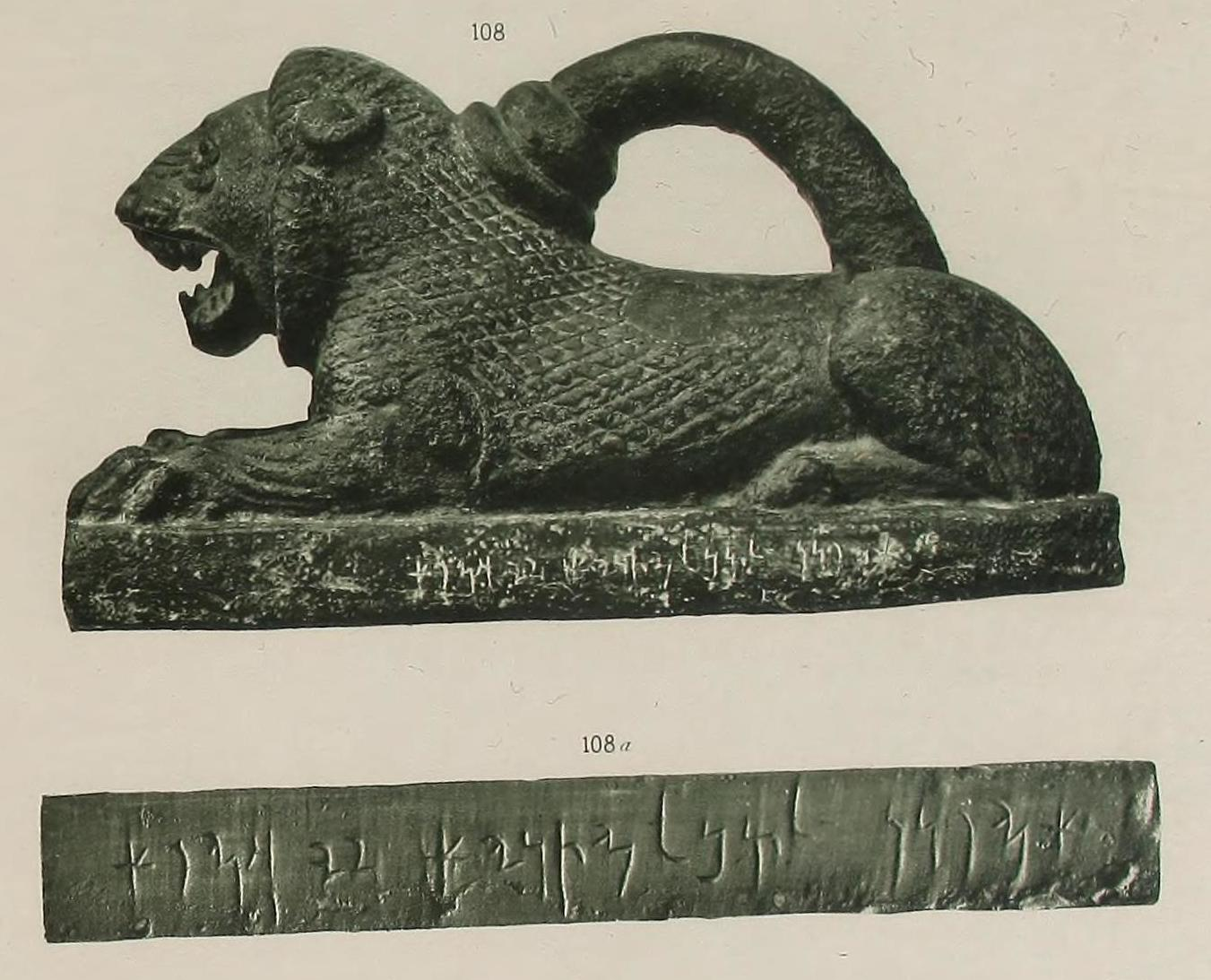
Otra gran pesa de león asiria con inscripción en arameo en la colección del Museo Británico, procedente de Abidos, Turquía, siglo V a. C.
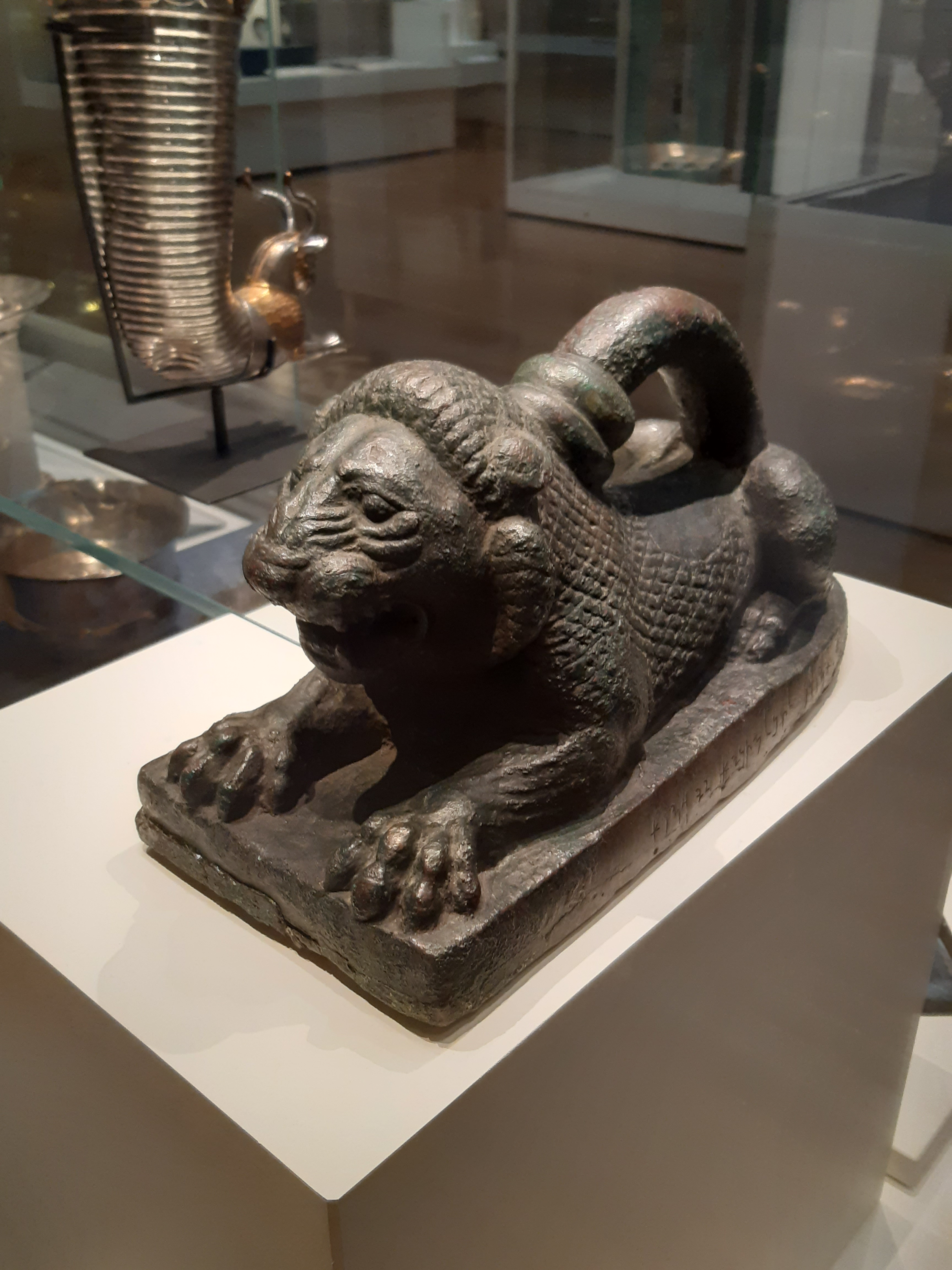
Imagen contemporánea de la pesa de león BM de Abidos
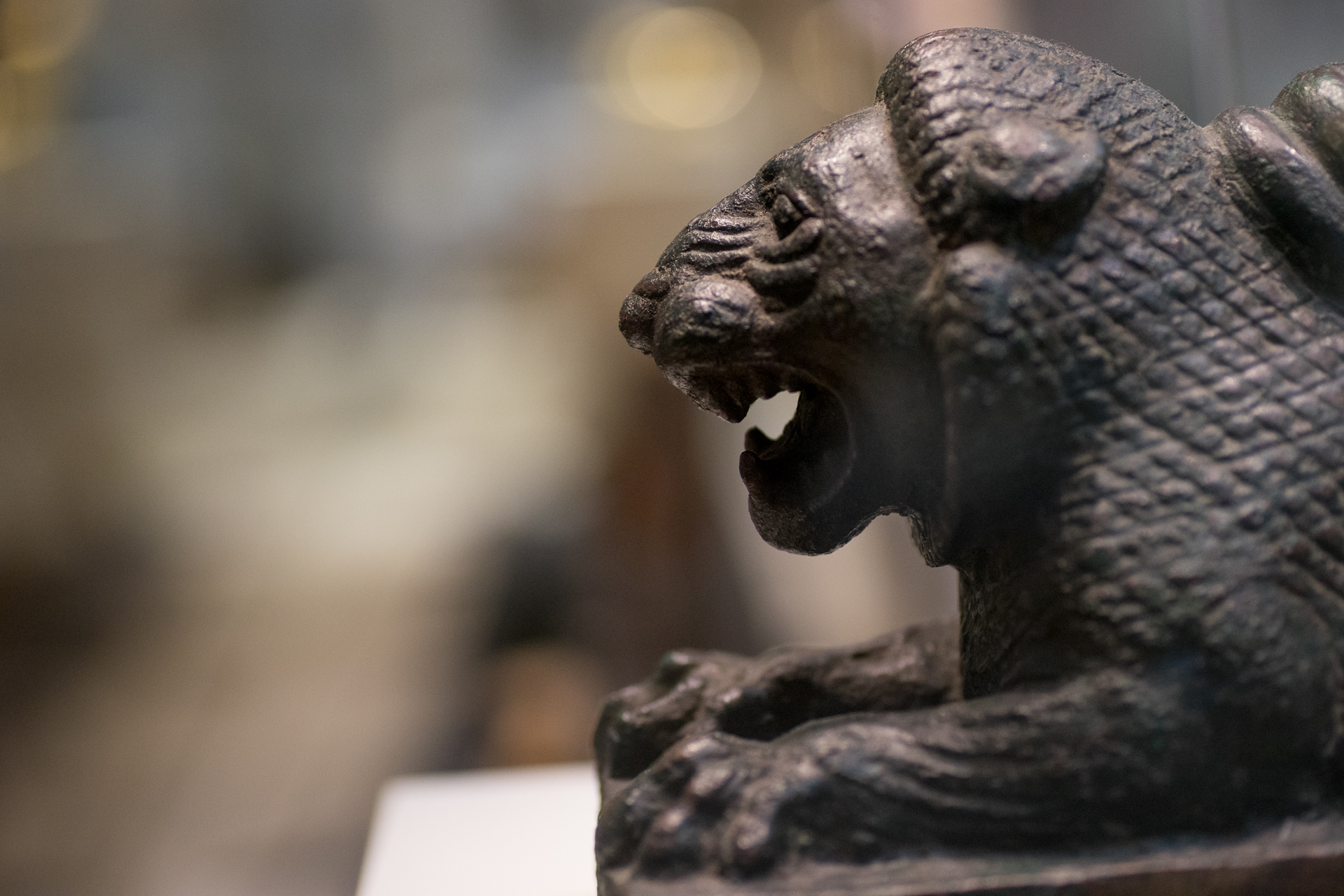
Primer plano
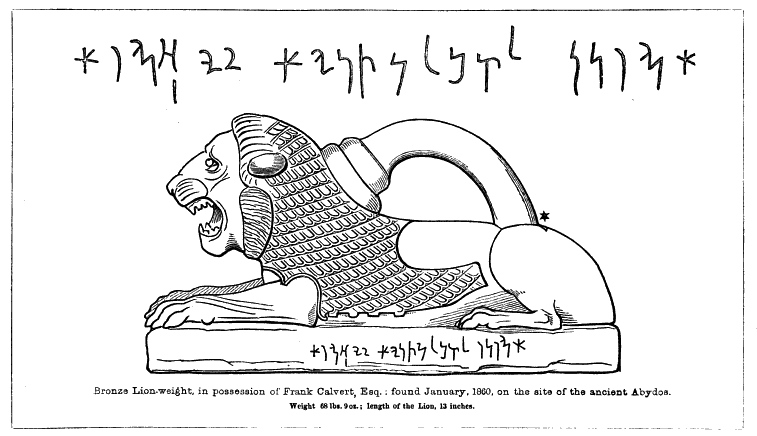
Boceto de Calvert de 1860

## Pesa de Susa
Una pesa de bronce con forma de león descubierta en 1901 en el Palacio de Darío en Susa, datada en el siglo V a. C., se encuentra actualmente en el Museo del Louvre con el número de identificación Sb 2718. No está inscrita.

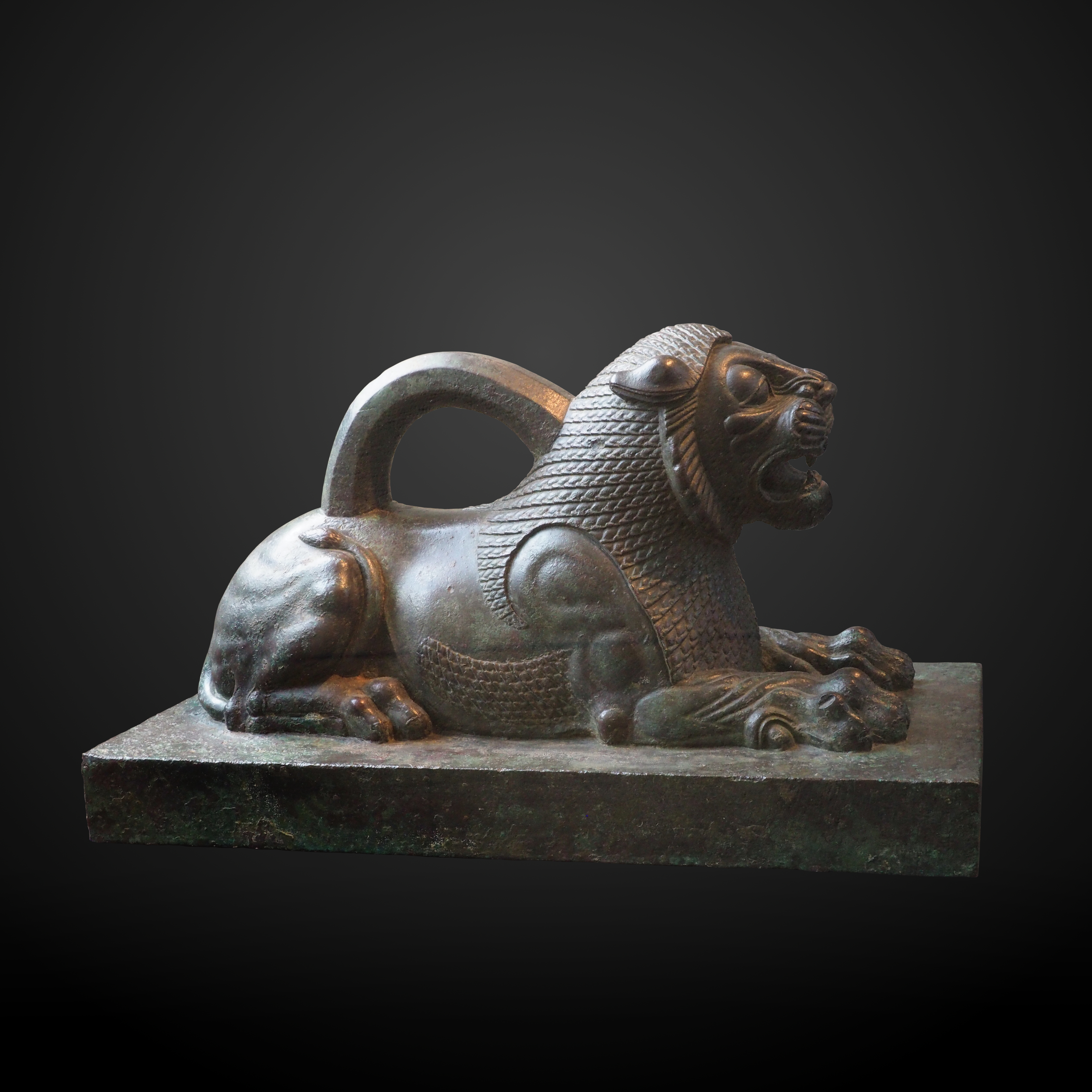
Pesa de bronce de león del Palacio de Susa, Louvre, siglo V a. C.
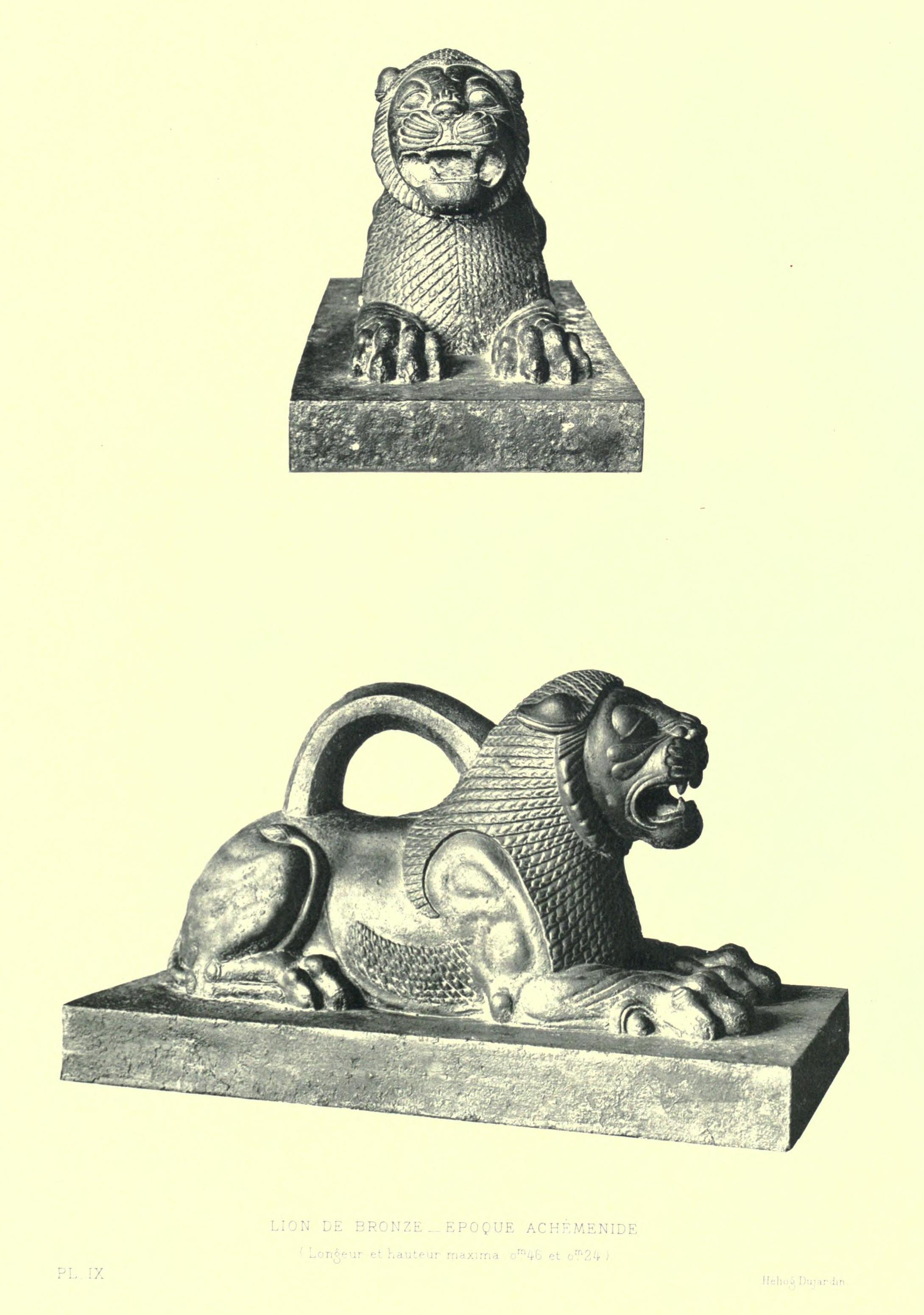
Fotografías de 1905

## Pesa de Dur Sharrukin
Paul-Émile Botta hizo un descubrimiento similar en la década de 1840 en Dur Sharrukin. Actualmente se encuentra en el Louvre, con el número de identificación AO 20116. Mide 29 cm de alto por 41 cm de largo y no tiene inscripción.
A pesar de las significativas similitudes con los otros leones, Botta consideró que formaba parte de un sistema de puertas, no de una peso.

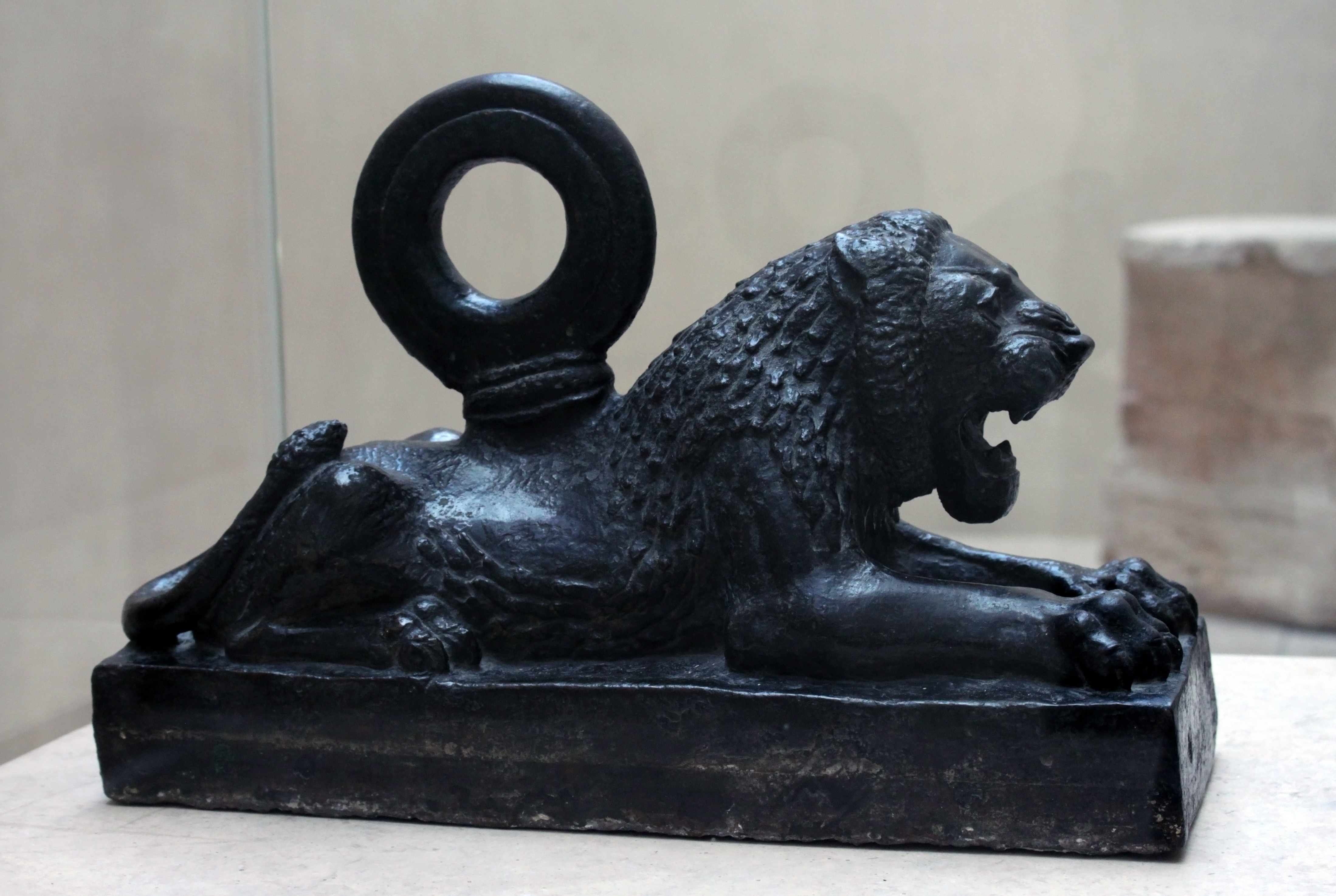
En el Louvre
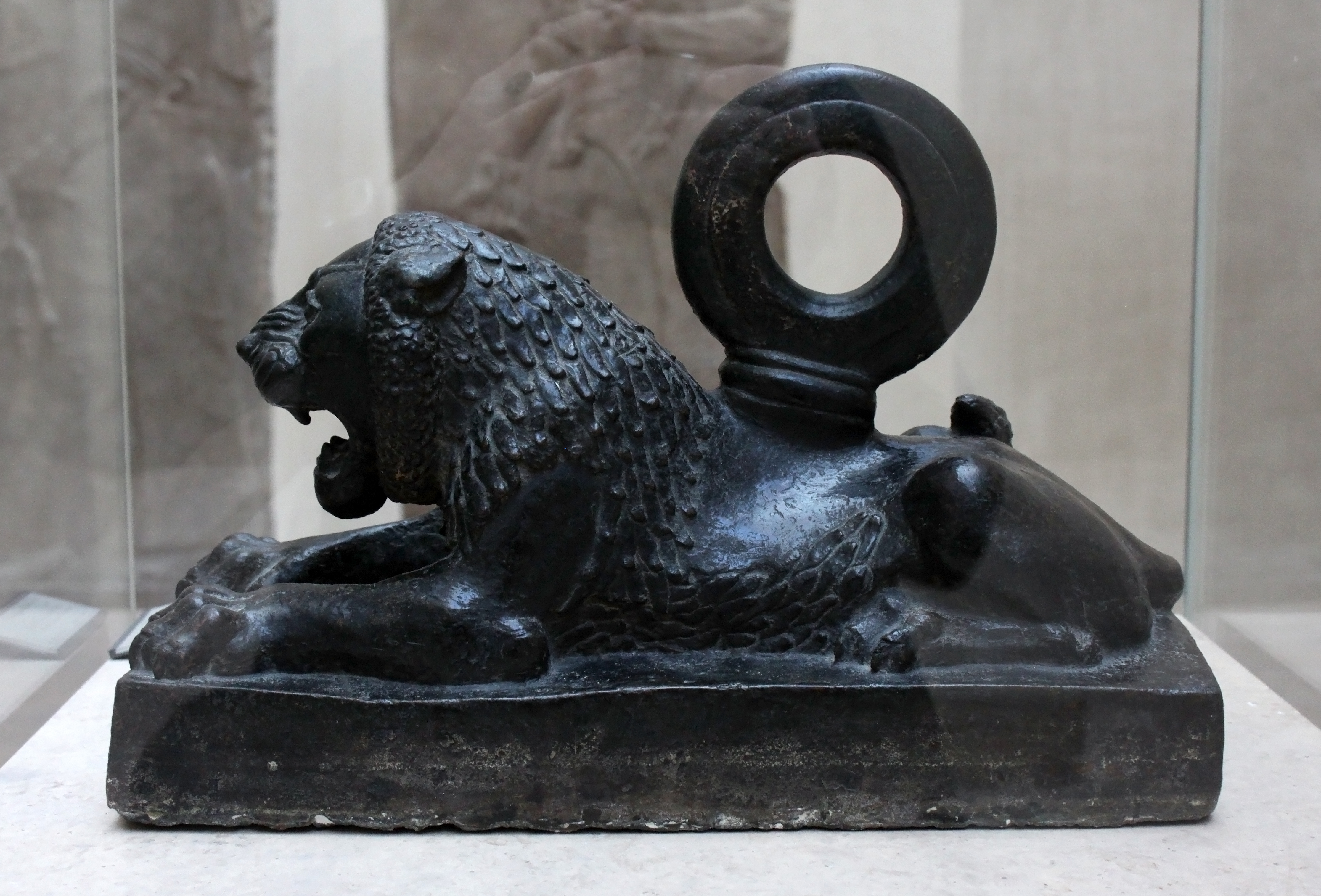
En el Louvre
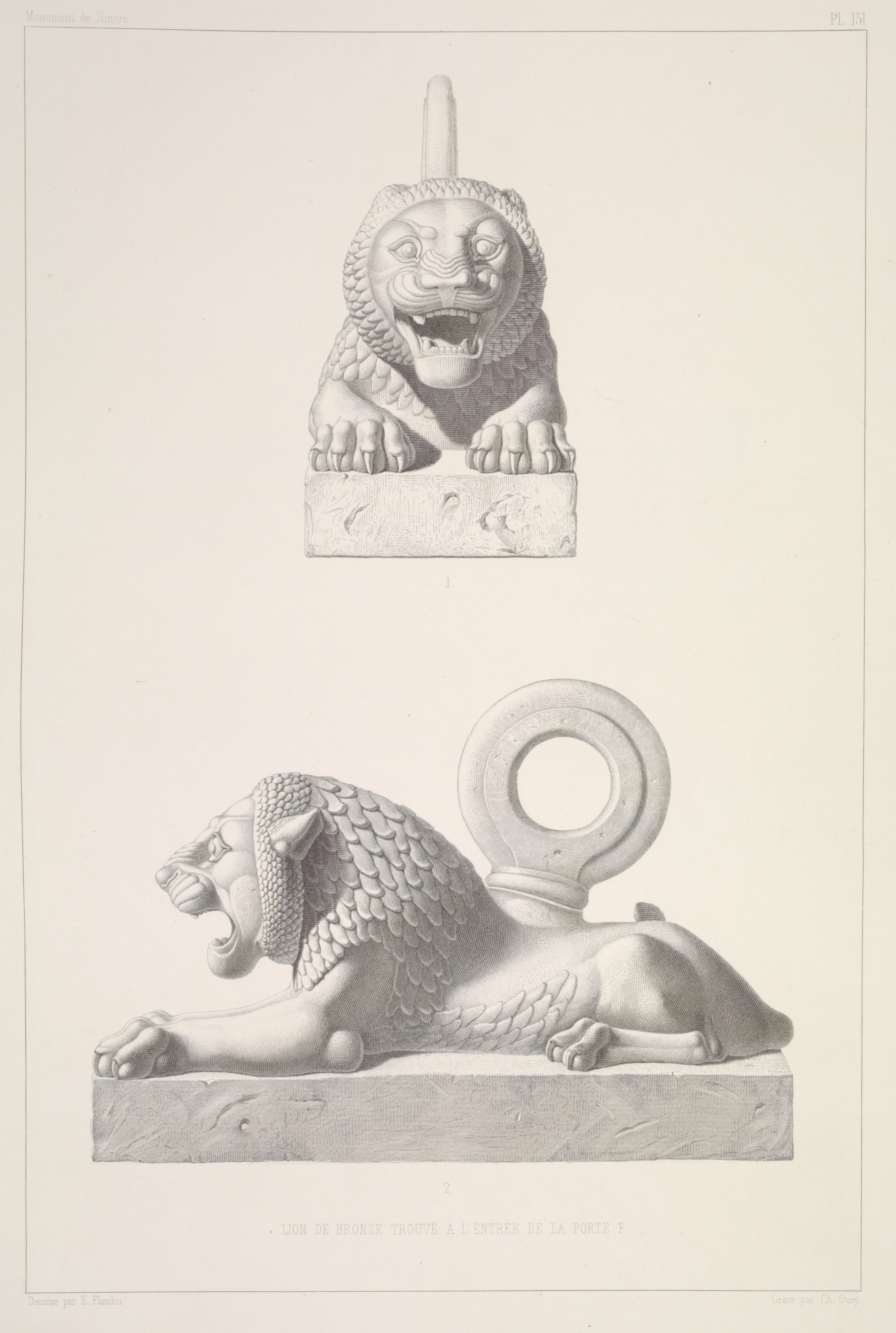
Boceto de Botta de 1850